# Гірські ліси Центральної Британської Колумбії
Гірські ліси Центральної Британської Колумбії (ідентифікатор WWF: NA0509) — неарктичний екорегіон хвойних лісів помірної зони, розташований у Британській Колумбії на заході Канади.

## Географія
Екорегіон гірських лісів Центральної Британської Колумбії простягається з північного заходу на південний схід через північну частину Центральної Британської Колумбії. Він охоплює північну частину Жолоба Скелястих гір, а також більшу частину гір Гарт, розташованих на схід від нього, та південно-східну частину гір Омінека, розташованих на захід від Жолоба. Крім того, екорегіон включає сусідні частини гір Сіткін, Скіна та Маскуа.
Гори екорегіону є частиною Внутрішніх гір та Скелястих гір Канади, а їх висота переважно коливається від 700 до 2400 м над рівнем моря. З геологічної точки зору основу гір регіону складають палеозойські та мезозойські осадові та кристалічні породи. В центральній частині регіону розташоване велике озеро Віллістон, в якому бере свій початок річка Піс, а на південному сході — озеро Такла.
На півночі екорегіон переходить у ліси Північних Кордильєр, на заході — у північні перехідні альпійські ліси, на півдні — у хвойні ліси Фрейзерського плато та басейну, на південному сході — у ліси півночі Центральних Скелястих гір та у гірські ліси Альберти, а на сході — у ліси передгір'їв Альберти та Британської Колумбії.

## Клімат
На більшій частині екорегіону переважає субарктичний клімат (Dfc за класифікацією кліматів Кеппена). В долинах літо тепле і сухе, а зима м'яка і сніжна, натомість у субальпійських високогір'ях літо прохолодне і вологе, восени часто трапляються заморозки, а зима холодна і сніжна. Середньорічна температура в екорегіоні становить близько 2 °C, середня літня температура становить 12 °C, а середня зимова температура коливається від -10 °C до -7 °C. Середньорічна кількість опадів коливається від 500 до 700 мм, збільшуючись з північного заходу на південний схід.

## Флора
В межах екорегіону поширені різноманітні рослинні угруповання, на розподіл яких впливає висотна поясність. На низьких висотах регіону поширені хвойні ліси. На сході регіону основу цих лісів складають скручені сосни (Pinus contorta), американські осики (Populus tremuloides), сизі ялини (Picea glauca) та чорні ялини (Picea mariana), а на північному заході регіону, зокрема в горах Скіна, — велетенські туї (Thuja plicata) та західні тсуґи (Tsuga heterophylla).
У субальпійських лісах, нижче верхньої межі лісу, переважають ялини Енгельмана (Picea engelmannii), субальпійські ялиці (Abies lasiocarpa), чорні ялини (Picea mariana) та сизі ялини (Picea glauca). У високогір'ях поширена альпійська тундра, основу якої складають карликові чагарники з родини вересових (Ericaceae), зокрема рожеві філодоції (Phyllodoce empetriformis), а також арктичні люпини (Lupinus arcticus), жовті собачі зуби (Erythronium grandiflorum), гірські дріяди (Dryas octopetala) та осоки (Carex spp.).

## Фауна
В межах екорегіону зустрічається 59 видів ссавців та близько 175 видів птахів. Серед поширених в екорегіоні ссавців слід відзначити гризлі (Ursus arctos horribilis), барибала (Ursus americanus), західного лося (Alces alces andersoni), лісового карибу (Rangifer tarandus caribou), гірського вапіті (Cervus canadensis nelsoni), чорнохвостого оленя (Odocoileus hemionus), білохвостого оленя (Odocoileus virginianus), вовка (Canis lupus), койота (Canis latrans), звичайну лисицю (Vulpes vulpes), канадську рись (Lynx canadensis), звичайну росомаху (Gulo gulo), ільку (Pekania pennanti), американську куницю (Martes americana), американського горностая (Mustela richardsonii), смугастого скунса (Mephitis mephitis), американського борсука (Taxidea taxus), американського зайця (Lepus americanus), червону вивірку (Tamiasciurus hudsonicus), канадського голкошерста (Erethizon dorsatum) та сивого бабака (Marmota caligata). У важкодоступних субальпійських та альпійських районах зустрічаються барани Далла (Ovis dalli), товстороги (Ovis canadensis) та снігові кози (Oreamnos americanus), а на берегах річок — канадські бобри (Castor canadensis), канадські видри (Lontra canadensis), річкові візони (Neogale vison) та болотяні ондатри (Ondatra zibethicus).
Серед поширених в екорегіоні птахів слід відзначити білу куріпку (Lagopus lagopus), тундрову куріпку (Lagopus muta), білохвосту куріпку (Lagopus leucura), канадську дикушу (Canachites canadensis), американського орябка (Bonasa umbellus), манітобського тетерука (Tympanuchus phasianellus), жовтобрового тетерука (Dendragapus obscurus), канадську казарку (Branta canadensis), білоголового орлана (Haliaeetus leucocephalus), беркута (Aquila chrysaetos), віргінського пугача (Bubo virginianus), неоарктичну сову (Strix varia), вухату сову (Asio otus), каліфорнійського сичика-горобця (Glaucidium californicum), полярну гагару (Gavia immer), ялинового піві-малюка (Empidonax hammondii), світлобрового віреона (Vireo gilvus), кордильєрського волоочка (Troglodytes pacificus), рудобрового квічаля (Ixoreus naevius), середнього блакитника (Sialia currucoides), світлокрилу гаїчку (Poecile atricapillus), західну цитринку (Geothlypis tolmiei) та білоброву карнатку (Spizella passerina).

## Збереження
Близько 8,2 % площі екорегіону є заповідними територіями. Загалом близько 75 % території екорегіону є відносно незайманими. Природоохоронні території включають: Провінційний парк Омінека, Провінційний парк озера Гвіллім, Провінційний парк Каква, Провінційний парк Монкман, Провінційний парк Пайн-Ле-Морей, Провінційний парк Сустут та Провінційний парк Татлатуї.